# Nước không oxy
Nước không oxy là các vùng nước biển, nước ngọt hoặc nước ngầm cạn kiệt oxy hòa tan và là thiếu oxy nghiêm trọng. Cục Khảo sát Địa chất Hoa Kỳ định nghĩa nước ngầm không oxy là những vùng nước ngầm có nồng độ oxy hòa tan dưới 0,5 miligam mỗi lít. Tình trạng này thường được tìm thấy ở những khu vực hạn chế trao đổi nước.
Trong hầu hết các trường hợp, oxy bị ngăn không cho lan xuống các mức sâu hơn bằng rào cản vật lý cũng như bằng sự phân tầng mật độ rõ rệt, ví dụ, nước siêu mặn nặng hơn nằm dưới đáy bồn địa. Điều kiện không oxy sẽ xảy ra nếu tốc độ oxy hóa các chất hữu cơ của vi khuẩn lớn hơn sự cung cấp oxy hòa tan.
Nước không oxy là một hiện tượng tự nhiên, và đã xảy ra trong suốt lịch sử địa chất. Trên thực tế, một số người cho rằng sự kiện tuyệt chủng Permi-Trias, sự tuyệt chủng hàng loạt các loài từ các đại dương trên thế giới, xuất phát từ điều kiện không oxy lan rộng. Hiện tại các bồn địa không oxy có tồn tại, ví dụ ở Biển Baltic, và một số nơi khác (xem bên dưới). Gần đây, có một số dấu hiệu cho thấy hiện tượng phú dưỡng đã làm tăng phạm vi của các khu vực không oxy ở các khu vực bao gồm biển Baltic, vịnh Mexico, và kênh Hood ở bang Washington.

## Nguyên nhân và tác động
Điều kiện không oxy là do một số yếu tố; ví dụ, điều kiện ứ đọng, phân tầng mật độ, đầu vào của vật chất hữu cơ và độ dốc nhiệt mạnh. Các ví dụ của nó là các vịnh hẹp (nơi các ngưỡng nông ở lối vào ngăn chặn sự lưu thông) và các ranh giới phía tây đại dương sâu nơi lưu thông đặc biệt thấp trong khi sản xuất ở các mức nước tầng trên là đặc biệt cao. Trong xử lý nước, sự thiếu vắng oxy đơn thuần được chỉ định là không oxy trong khi thuật ngữ yếm khí được sử dụng để chỉ sự "vắng mặt" của bất kỳ tác nhân nhận điện tử phổ biến nào như nitrat, sunfat hoặc oxy.
Khi oxy cạn kiệt trong bồn địa, trước tiên vi khuẩn chuyển sang tác nhân nhận điện tử tốt thứ hai, trong nước biển, là nitrat. Khử nitrat xảy ra và nitrat sẽ được tiêu thụ khá nhanh. Sau khi khử một số yếu tố phụ khác, vi khuẩn sẽ chuyển sang khử sulfat. Điều này sinh ra phụ phẩm là hydro sulfide (H2S), một chất độc hóa học đối với hầu hết quần xã sinh vật, có mùi "trứng thối" và màu trầm tích đen sẫm đặc trưng.
SO42 + H+1 → H2S + H2O + năng lượng hóa học
Nếu nước biển không oxy bị oxy hóa trở lại, các sulfide sẽ bị oxy hóa thành sunfat theo phương trình hóa học:
HS− + 2 O2 → HSO4−
hoặc, chính xác hơn:
(CH2O)106(NH3)16H3PO4 + 53 SO42- → 53 CO2 + 53 HCO3- + 53 HS- + 16 NH3 + 53 H2O + H3PO4
Tình trạng không oxy khá phổ biến ở các đáy đại dương nhiều bùn, nơi có cả lượng chất hữu cơ cao lẫn dòng nước được oxy hóa thấp chảy qua trầm tích. Dưới một vài cm từ bề mặt, nước khe (nước giữa trầm tích) là không oxy.
Tình trạng không oxy còn bị ảnh hưởng thêm nữa bởi nhu cầu oxy sinh hóa (biochemical oxygen demand - BOD), đây là lượng oxy được sử dụng bởi các sinh vật biển trong quá trình phân hủy các chất hữu cơ. BOD bị ảnh hưởng bởi kiểu sinh vật có mặt, pH của nước, nhiệt độ và loại chất hữu cơ có trong khu vực. BOD liên quan trực tiếp đến lượng oxy hòa tan có sẵn, đặc biệt là trong các vùng nước nhỏ hơn như sông, suối. Khi BOD tăng, oxy khả dụng bị giảm. Điều này gây ra áp lực cho các sinh vật lớn hơn. BOD đến từ các nguồn tự nhiên và nhân tạo, bao gồm: sinh vật chết, phân, nước thải và dòng chảy bề mặt đô thị.
Ở biển Baltic, tốc độ phân hủy chậm trong điều kiện thiếu oxy đã để lại những hóa thạch được bảo tồn rất tốt khi giữ lại các bộ phận cơ thể mềm, trong các lagerstätte.

## Con người gây ra tình trạng không oxy
Sự phú dưỡng, một dòng chảy vào của các chất dinh dưỡng (phosphat/nitrat), thường là phụ phẩm của dòng chảy nông nghiệp và nước thải, có thể dẫn đến sự nở rộ của tảo quy mô lớn nhưng sống ngắn. Sau khi kết thúc nở rộ, tảo chết chìm xuống đáy và bị phân hủy cho đến khi hết oxy. Một trường hợp như vậy là vịnh Mexico, nơi xảy ra một vùng chết theo mùa, có thể bị xáo trộn bởi các kiểu thời tiết như bão và đối lưu nhiệt đới. Nước thải, đặc biệt là "bùn quánh" đậm đặc dinh dưỡng, có thể gây hại cho sự đa dạng hệ sinh thái. Các loài nhạy cảm với điều kiện không oxy được thay thế bằng các loài chịu đựng tốt hơn, làm giảm tính biến đổi tổng thể của khu vực bị ảnh hưởng.
Các thay đổi môi trường dần dần thông qua hiện tượng phú dưỡng hoặc ấm lên toàn cầu có thể gây ra sự thay đổi chế độ có oxy-không oxy chính. Dựa trên các nghiên cứu mô hình, điều này có thể xảy ra đột ngột, với sự chuyển đổi giữa trạng thái có oxy do vi khuẩn lam chi phối và trạng thái không oxy với vi khuẩn khử sulfat và vi khuẩn lưu huỳnh quang dưỡng chi phối.

## Chu kỳ hàng ngày và theo mùa
Nhiệt độ của một vùng nước ảnh hưởng trực tiếp đến lượng oxy hòa tan mà nó có thể giữ. Theo định luật Henry, khi nước trở nên ấm hơn, oxy trở nên ít hòa tan hơn trong đó. Thuộc tính này dẫn đến các chu kỳ không oxy hàng ngày trên quy mô địa lý nhỏ và chu kỳ không oxy theo mùa ở quy mô lớn hơn. Do đó, các vùng nước dễ bị rơi vào tình trạng không oxy trong thời gian ấm nhất trong ngày và trong những tháng mùa hè. Vấn đề này có thể trở nên trầm trọng hơn trong vùng lân cận xả thải công nghiệp, nơi nước ấm dùng để làm mát máy móc ít có khả năng giữ oxy hơn so với lưu vực mà nó thải vào.
Chu kỳ hàng ngày cũng bị ảnh hưởng bởi hoạt động của các sinh vật quang hợp. Sự thiếu quang hợp vào ban đêm khi không có ánh sáng có thể dẫn đến tình trạng không oxy tăng cường suốt đêm với tối đa xảy ra ngay sau khi mặt trời mọc.

## Thích nghi sinh học
Các sinh vật đã thích nghi một loạt các cơ chế để sống trong trầm tích không oxy. Trong khi một số có thể bơm oxy từ mực nước cao hơn xuống trầm tích, các thích ứng khác bao gồm huyết sắc tố đặc hiệu cho môi trường oxy thấp, di chuyển chậm để giảm tốc độ trao đổi chất và mối quan hệ cộng sinh với vi khuẩn kỵ khí. Trong mọi trường hợp, sự phổ biến của H2S độc hại dẫn đến mức độ hoạt động sinh học thấp và mức độ đa dạng loài thấp hơn nếu khu vực này thường không phải là không oxy.

## Bồn địa không oxy
- Bồn địa Bannock ở biển Levantine, phía đông Địa Trung Hải;
- Bồn địa biển Đen, ngoài khơi Đông Âu, dưới 50 mét (150 ft);
- Bồn địa biển Caspi, dưới 100 mét (300 ft);
- Bồn địa Cariaco, ngoài khơi phía bắc miền trung Venezuela;
- Bồn địa Gotland, ở vùng biển Baltic ngoài khơi Thụy Điển;
- Bồn địa L'Atalante phía đông Địa Trung Hải;
- Mariager Fjord ở Đan Mạch;
- Bồn địa Orca, đông bắc vịnh Mexico;
- Lạch Saanich, ngoài khơi đảo Vancouver, Canada;